# Adolf Reubke (Orgelbauer)

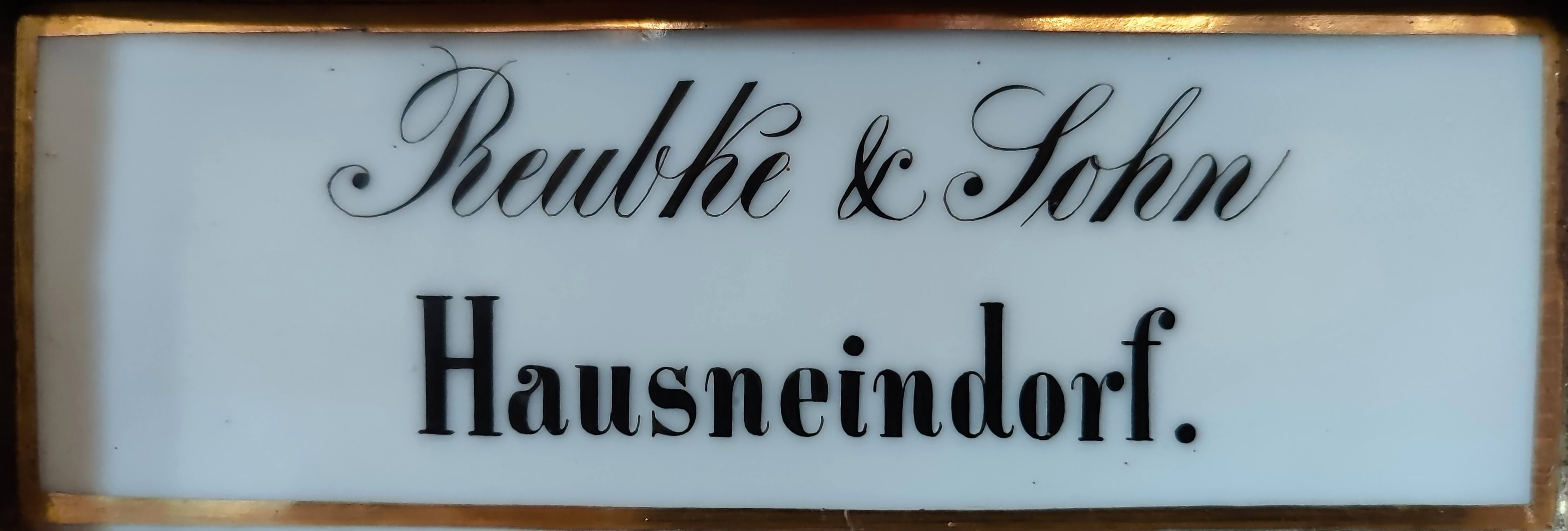
Firmenschild in Brumby

Adolph Christian Reubke (* 6. Dezember 1805 in Halberstadt; † 3. März 1875 in Hausneindorf) war ein deutscher Orgelbauer.

## Leben und Beruf
Reubke wurde 1805 in Halberstadt geboren. Sein Vater war dort bei der Kriegs- und Domänenkammer angestellt, wurde 1809 nach Hausneindorf als Domänen-Einnehmer versetzt. Dort erhielt Adolf ersten Unterricht im Klavierspiel. Frühzeitig entwickelte er eine besondere Vorliebe für die Orgel, ohne jedoch eine spezifische Ausbildung zu erhalten.
Seit dem elften Lebensjahr besuchte Reubke das Domgymnasium in Halberstadt, musste seine schulische Ausbildung jedoch 1819 nach dem plötzlichen Tod des Vaters beenden.
Eine anschließende Lehre zum Kunstdrechsler blieb nach Zerwürfnissen mit dem Lehrmeister ebenfalls unvollendet.
Nachdem er um 1825 mit dem Bau von Klavieren begonnen hatte, erhielt er 1837 Die Orgelbaukunst von Johann Gottlob Töpfer von einer Musikalienhandlung zur Ansicht zugesandt. Er widmete sich nun intensiv dem Orgelbau, errechnete und entwarf Dispositionen. Sein erstes Werk hatte ein Manual, Pedal und sieben Stimmen. Das Instrument wurde später an die Kapelle auf Hüttenwerk Thale verkauft.
Bis zum November 1869 entstanden 65 Orgeln, u. a. eine Orgel mit vier Manualen, zwei Pedalen und 87 klingenden Stimmen (Domorgel in Magdeburg). Die Reubke-Orgeln wurden vorwiegend in ländlichen Kirchen im nördlichen Harzvorland, der Magdeburger Börde und der Umgebung von Magdeburg aufgestellt.
1860 wurde Sohn Emil (1836–1884) Teilhaber, 1872 Alleininhaber der Firma Reubke & Sohn.
Adolph Reubke starb 1875. Sein Sohn führte das Unternehmen bis zu seinem Tode 1884 fort, dann wurde es an Ernst Röver verkauft und von diesem bis 1921 fortgeführt.

## Nachkommen
Neben dem bereits erwähnten Orgelbauer Emil Reubke hatte er zwei weitere Söhne. Der Komponist Julius Reubke starb 1858, erst 24-jährig. Otto Reubke wurde Orgelspieler und starb 1913 als Professor und Universitätsmusikdirektor in Halle (Saale).

## Werke (Auswahl)
Die Größe der Instrumente wird in der fünften Spalte durch die Anzahl der Manuale und die Anzahl der klingenden Register in der sechsten Spalte angezeigt. Ein großes „P“ steht für ein selbstständiges Pedal.
| Jahr          | Opus | Ort                   | Gebäude                 | Bild | Manuale | Register | Bemerkungen |
| ------------- | ---- | --------------------- | ----------------------- | ---- | ------- | -------- | --- |
| 1852          | 18   | Benneckenstein (Harz) | St. Laurentius          |      | II/P    | 19       | Bei der Orgelvisitation erklärte der Sachverständige: „dass diese Orgel ein sehr gutes, dauerhaftes und gelungenes Werk genannt zu werden verdient.“ Sie wurde 1940 entsprechend dem Zeitgeschmack umdisponiert und erweitert, hat aber noch 13 Register und etwa die Hälfte der Pfeifen aus dem Originalbestand. 1997/98 erfolgte eine Generalreparatur. Heute II/P/20. |
| 1853          |      | Roxförde              | Ev. Kirche              |      | II/P    | 19       | ursprünglich als Interimsorgel im Magdeburger Dom, 1857 umgesetzt, 2004 restauriert; weitgehend erhalten |
| 1854          |      | Gatersleben           | St. Stephani            |      | II/P    | 27       | 1889 generalüberholt und umgebaut von Ernst Röver |
| 1856 bis 1861 |      | Magdeburg             | Dom                     |      | IV/P    | 81       | Bau von August Gottfried Ritter initiiert, von ihm disponiert, Nutzung von Gehäuseteilen und einigen Registern der Vorgängerorgel von Compenius, 1865 auf 87 Register erweitert, Doppelpedal, größte Orgel Preußens. 1906 durch Neubau von Röver ersetzt |
| 1858/59       |      | Kroppenstedt          | St. Martin              |      | II/P    | 20       | 1957/58 umdisponiert; weitgehend erhalten, 2014 saniert auf die originale Disposition → Orgel |
| um 1860       |      | Magdeburg             |                         |      | I/P     | 4        | Hausorgel des Domorganisten August Gottfried Ritter, 2003 rekonstruiert, gegenwärtig im Schinkelsaal des Gesellschaftshauses im Kloster-Berge-Garten |
| 1866          |      | Westerhüsen           | St. Stephanus           |      |         |          | 1945 bei einem Bombenangriff zerstört → Orgel |
| 1869          |      | Kloster Neuendorf     | Kloster Neuendorf       |      |         |          | vorher in Nicolaikirche in Oebisfelde, 1988 umgesetzt; weitgehend erhalten |
| 1869/70       |      | Brumby                | St. Petri               |      | II/P    | 17       | hinter Vorgängerprospekt von 1672, 1988 saniert; verändert erhalten → Orgel |
| 1873          |      | Kyritz                | St. Marien              |      | III/P   | 40       | Ursprünglich mechanische Kegellade gebaut. 1904/1905 Umbau, 1994 Generalreinigung und Teilrestaurierung |
| 1874          |      | Niederdorla           | St. Johannes            |      | III/P   | 31       | 1899 Umbau der Orgel durch Robert Knauf & Sohn, Bleicherode; Restaurierung des Instruments durch die Werkstätte für Orgelbau Karl Brode, Heilbad Heiligenstadt, von 2014 bis 2016. |
| 1878          |      | Meisdorf              | Dorfkirche              |      | II/P    | 13       | |
| 1878/79       |      | Bad Suderode          | Neue Kirche             |      | II/P    | 17       | 1960 umdisponiert, 2006 restauriert; weitgehend erhalten |
| 1880          |      | Wahlitz               | Dorfkirche St. Dorothea |      | I       | 4        | Restaurierung erforderlich und geplant; weitgehend erhalten |

## Weiteres
In Hausneindorf wurde 2013 ein „Reubke-Museum“ eröffnet.